# Катастрофа Ил-14 во Внукове (1957)
Катастрофа Ил-14 во Внукове — авиационная катастрофа самолёта Ил-14П румынского правительства, произошедшая 4 ноября 1957 года у аэропорта Внуково, при этом погибли 4 человека. Самолёт перевозил делегацию правительства Румынской Народной Республики.

## Самолёт
Ил-14П с заводским номером 146001010 и серийным 10-10 был выпущен заводом «Знамя Труда» (Москва) в 1956 году. Авиалайнер продали в Румынскую Народную Республику, где он получил бортовой номер YR-PCC и начал эксплуатироваться в правительственном авиаотряде. По имеющимся данным, ранее данный бортовой номер принадлежал Ил-12 (заводской — 93013503, хотя такой же заводской номер был у борта CCCP-01320 (СССР-Л1320)), который эксплуатировался в правительственном авиаотряде с 1948 года, после чего в 1957 году был передан авиакомпании TAROM, при этом был перерегистрирован и получил новый бортовой номер — YR-ILX.

## Экипаж
Экипаж самолёта был из Советского Союза и имел следующий состав:
- Командир воздушного судна — Шляков Валерий Николаевич
- Второй пилот — Сарайкин Владимир Яковлевич
- Борттехник — Павликов Николай Захарович
- Бортмеханик — Гуров Валерий Алексеевич
- Штурман — Хрюкалов Иван Иванович
- Бортрадист — Романов Анатолий Григорьевич

## Катастрофа
Лайнер выполнял перелёт из Бухареста в Москву с промежуточной посадкой в Киеве. Пассажирами были члены делегации румынского правительства, которые летели в Москву на празднование 40-й годовщины со дня Великой Октябрьской социалистической революции. В 09:48 Ил-14 вылетел из Бухареста и в 12:31 благополучно приземлился в Киеве. После трёхчасовой стоянки, в 15:27 самолёт вылетел в Москву. Согласно прогнозу погоды, в Москве ожидалась сплошная облачность с нижней границей 100—150 метров и ниже, морось, дымка, видимость километр — два. Когда же в 17:48 в условиях начинающихся сумерек румынский авиалайнер вошёл в воздушную зону аэропорта Внуково, нижняя граница облачности уже снизилась до 60 метров, стоял туман, а горизонтальная видимость упала до 600 метров, но это было выше метеорологического минимума аэропорта. Радиотехническое оборудование аэродрома было включено и функционировало нормально. Радиосвязь также работала без сбоев.
Действуя по указаниям авиадиспетчера, контролировавшего полёт по радиолокатору, экипаж выполнил заход на посадку точно по схеме и после четвёртого разворота вышел на предпосадочную прямую. Также под контролем диспетчера самолёт вошёл в глиссаду и, снижаясь по ней, прошёл БПРМ точно по курсу и на установленной высоте, после чего на высоте 50 метров с борта доложили о наблюдении огней взлётно-посадочной полосы. Но тут руководитель полётов увидел, что самолёт следует ниже установленной высоты, поэтому дал команду не снижаться. Однако экипаж не выполнил эту команду, в результате чего в 80 метрах за БПРМ Ил-14 на высоте 10—15 метров над землёй начал врезаться в деревья. Промчавшись через лес на протяжении 120 метров и потеряв скорость, авиалайнер врезался в землю и загорелся. Катастрофа произошла в 17:58 в 500 метрах от полосы и 130 метрах левее продолжения её оси. Экипаж получил тяжёлые травмы, при этом штурман Хрюкалов погиб на месте, а командир Шляков и борттехник Павликов умерли позже в больнице. Из пассажиров погиб только секретарь Румынской коммунистической партии, бывший министр иностранных дел Румынии и кандидат в члены Политбюро Григоре Преотяса, который умер при ударе. Остальные пассажиры получили лёгкие травмы. Среди выживших пассажиров находились председатель совета министров Киву Стойка (глава комиссии) и член Политбюро Николае Чаушеску (будущий Генеральный секретарь ЦК Румынской коммунистической партии).

## Причины
Причиной катастрофы была названа ошибка командира экипажа Шлякова, который при установлении визуального контакта с полосой полностью сосредоточился на ней и начал выполнять снижение даже после указания прекратить снижаться, в результате чего произошла преждевременная потеря высоты.
Способствовало катастрофе то обстоятельство, что экипаж не был подготовлен, чтобы выполнять посадку ночью при плохих погодных условиях. На самом деле метеорологический минимум командира составлял 150/1500 метров днём и 200/2000 метров ночью, то есть он не должен был выполнять данный полёт. Однако в Киевском аэропорту командир сказал диспетчеру, что его личный метеорологический минимум 50/500 метров, а диспетчер это не проверил, поверив на слово. Затем на подходе к аэропорту назначения командир так же соврал диспетчеру во Внукове о своей квалификации, тем самым обманув и его. Также было установлено, что экипаж находился в командировке в Румынской республике с 1954 года, то есть около 3 лет, при этом контроль над ним отсутствовал, а систематические тренировки не проводились, в результате чего снизилась квалификация. К данному полёту экипаж также не готовился и не проверялся. Все эти обстоятельства привели в итоге к тому, что у командира экипажа появилась завышенная самооценка и он переоценил свои возможности.

### Комментарии
1. ↑  Здесь и далее указано Московское время (UTC+03:00).